# Miercurea Sibiului
Miercurea Sibiului is een stad (oraș) in het Roemeense district Sibiu. De stad telt 3619 inwoners (2022).